# Matt Bonner
Matthew Robert "Matt" Bonner (ur. 5 kwietnia 1980 w Concord) – amerykański koszykarz, występujący na pozycjach środkowego lub silnego skrzydłowego, dwukrotny mistrz NBA.

## Kariera sportowa
W 2003 został wybrany w drugiej rundzie draftu NBA przez Chicago Bulls. Nigdy nie założył koszulki "Byków", gdyż został wymieniony do Toronto Raptors. 6 stycznia 2017 ogłosił zakończenie kariery.

## Osiągnięcia
Na podstawie, o ile nie zaznaczono inaczej.
NCAA
- Wicemistrz NCAA (2000)
- Mistrz sezonu regularnego konferencji Southeastern (SEC – 2000, 2001)
- Uczestnik:
  - II rundy turnieju NCAA (2001, 2003)
  - turnieju NCAA (2000–2003)
- Zawodnik Roku Academic All-America (2002, 2003)
- Zaliczony do:
  - składu Honorable Mention All-American (2002, 2003 przez Associated Press)
  - I składu:
    - Academic All-American (2001–2003)
    - SEC (2003)

  - II składu SEC (2002)
  - III składu SEC (2001)
- Lider konferencji SEC w skuteczności rzutów za 3 punkty (2003)

NBA
- 2-krotny mistrz NBA (2007, 2014)
- Wicemistrz NBA (2013)
- Lider NBA w skuteczności rzutów za 3 punkty (2011)